# Beyerdynamic M 160

Ленточный микрофон M 160

Beyerdynamic M 160 (иногда название сокращают до Beyer M160) — гиперкардиоидный ленточный микрофон, чаще всего используемый для радиовещания, организации музыкальных концертов, а также в студиях звукозаписи. Представленный в 1957 году немецкой компанией Beyerdynamic, M 160 основан на прочном двухленточном преобразовательном элементе с редкоземельными неодимовыми магнитами для уменьшения размера микрофона. Особенностью модели являются две 15-миллиметровые (0,59 дюйма) ленты, объединённые между собой для получения гиперкардиоидной направленности, подавляющей эффект обратной связи и игнорирующей ненужные внеосевые звуки. Узел ленты перевёрнут на 90 градусов от обычной конфигурации, что делает M 160 моделью с осевой направленностью; аналогичная модель M 130 представляет собой микрофон с боковой направленностью и диаграммой направленности в виде восьмёрки.
M 160 известен своей способностью смягчать резкие источники звука. Дэвид Боуи спел в M 160 большинство песен из альбома Young Americans. Звукорежиссёр Энди Джонс использовал пару подвешенных M 160 (наряду с параллельным преобразованием звука через Binson) около ударной установки Джона Бонема во время записи песни Led Zeppelin «When the Levee Breaks». M 160 часто используются для фиксации звука с гитарных усилителей, к примеру, звукорежиссёр Эдди Крамер записывал голос и гитару Джими Хендрикса именно через M 160, начиная с 1967 года — с середины студийных сессий альбома Are You Experienced. В свою очередь музыкальный продюсер Фил Рамон использовал M 160 для записи голоса Билли Джоэла на всех студийных альбомах музыканта в период с 1977 по 1986 годы.
По прошествии более 60 лет с момента анонса, фирма Beyerdynamic по прежнему продолжает серийный выпуск модели M 160. В 2019 году микрофон был введён в Зал славы технологий TEC Awards.